# Бергер, Шелли
Шелли Бергер (англ. Shelley L. Berger, род. 1954) — профессор клеточной биологии и биологии развития Медицинской школы Пенсильванского университета. Её исследования сосредоточены на эпигенетике.

## Образование и карьера
Бергер окончила Мичиганский университет в Анн-Арборе со степенью бакалавра биологии в 1982 году и доктора философии в области клеточной и молекулярной биологии в 1987 году. Она прошла постдокторскую стипендию в Массачусетском технологическом институте. До того как стать преподавателем Пенсильванского университета она была профессором Хилари Копровски в Институте Вистар в Филадельфии.

## Награды
- Избрана членом Американской ассоциации содействия развитию науки.
- Избрана членом Национальной медицинской академии[англ.].
- Избрана членом Американской академии искусств и наук.
- 2018 Избрана членом Национальной академии наук США[8].